# Goriełowka (obwód tomski)
Goriełowka (ros. Гореловка) – wieś (sieło) w Rosji, w obwodzie tomskim, w rejonie czaińskim. W 2010 liczyła 490 mieszkańców.